# Егорий (Шуйский район)
Егорий — село в Шуйском районе Ивановской области России, входит в состав Остаповского сельского поселения.

## География
Село расположено на берегу реки Теза в 24 км на юго-восток от города Шуя. 

## История
Церковь Святого Великомученика Георгия основана в двадцатых годах XVIII столетия усердием помещиков Кашинцева и Бабкина. Построенная ими деревянная церковь стояла в селе до 1838 года, в этом году усердием прихожан была сооружена каменная церковь и освящена в прежнее наименование, в 1854 году при церкви построена каменная колокольня, а в 1861 году церковь и колокольня обнесены каменной оградой. Престолов в церкви было два: в холодной во имя Святого Великомученика Георгия Победоносца и в тёплой трапезе — во имя Святого Предтечи и Крестителя Господня Иоанна. В селе имелась церковно-приходская школа, помещавшаяся в церковной сторожке. По посвящению престола святому Георгию село долгое время называлось Георгиевским. В народной традиции Георгий Победоносец обычно назывался Егорием.
В конце XIX — начале XX века село входило в состав Сергеевской волости Шуйского уезда Владимирской губернии. В 1859 году в селе числилось 8 дворов, в 1905 году — 16 дворов.
В годы советской власти церковь была полностью разрушена. В конце 2019 года заложен фундамент дома милосердия для служения нарко- и алкозависимым и их родным. Будет развиваться также служение христианской молодёжи.

## Население
| 1859 | 1905 | 2010 |
| ---- | ---- | ---- |
| 54   | ↗81  | ↘13  |